# Alcyone (sao)
Alcyone /ælˈsaɪəniː/, tên định danh η Tauri (Eta Tauri, viết tắt Eta Tau, η Tau), là một hệ thống sao trong chòm sao Kim Ngưu. Cách Mặt trời khoảng 440 năm ánh sáng, nó là ngôi sao sáng nhất trong cụm sao mở Tua Rua. Alcyone là một cụm sao trẻ, khoảng 100 triệu năm tuổi. Có một số ngôi sao mờ nhạt rất gần với Alcyone, tất cả có lẽ là thành viên của cùng một cụm sao.

## Hệ sao
Danh mục các thành phần của sao đôi và nhiều sao liệt kê ba sao đồng hành: B là 24 Tauri, cường độ 6,28 sao chính dãy chính A0 cách xa 117 "; C là V647 Tauri, sao biến Sct; và D là ngôi sao dãy chính F3.cường độ 9,15  V647 Tau thay đổi từ cường độ +8,25 đến +8,30 trong 1,13 giờ.
Danh mục sao đôi Washington liệt kê thêm bốn sao đồng hành trong cụm sao, tất cả đều mờ hơn độ lớn thứ 11 và cũng mô tả thành phần D là sao đôi với hai thành phần gần bằng nhau cách nhau 0,30 ".
Ngôi sao chính, Alcyone A, bao gồm ba thành phần, sáng nhất là một sao khổng lồ loại B màu trắng xanh tương tự như nhiều ngôi sao loại B khác trong cụm sao Pleiades. Nó có cấp sao biểu kiến là +2,87 (cấp sao tuyệt đối = − 2,39) và bán kính gần gấp 10 lần Mặt trời. Nhiệt độ của nó xấp xỉ 13.000K mang lại cho nó tổng độ sáng gấp 2.400 lần năng lượng Mặt Trời. Loại phổ của B7IIIe chỉ ra rằng các vạch phát xạ có tồn tại trong quang phổ của nó. Giống như nhiều ngôi sao Be, Alcyone A có tốc độ quay cao là 149 km/s, vàtạo ra một đĩa khí từ đường xích đạo của nó bay vào quỹ đạo xung quanh ngôi sao này.
Sao đồng hành gần nhất có khối lượng rất thấp và cách đó chưa đến 1 mili giây cung, với thời gian quỹ đạo có thể chỉ hơn bốn ngày. Ngôi sao kia có khối lượng bằng một nửa khối lượng khổng lồ và chúng cách nhau 0,031 giây cung, tương đương khoảng cách từ Mặt Trời đến Sao Mộc, quay quanh trong khoảng 830 ngày.